# Pierre Enckell
Pierre Enckell (* 27. September 1937 in Helsinki; † 7. Juli 2011 in Paris) war ein finnischer Journalist, Romanist, Lexikologe und Lexikograf französischer Sprache, der in Frankreich wirkte.

## Leben und Werk
Enckell wuchs mit den Sprachen Französisch, Finnisch und Schwedisch auf und ging in Stockholm, Paris und Lausanne zur Schule. Von 1954 bis 1961 fuhr er zur See, zuerst als Schiffsjunge, zuletzt als „Lieutenant au long cours“. Von 1963 bis 1972 lebte er in Algier, machte dort an der Universität Licence de lettres und arbeitete als Feuilletonjournalist. Dann ging er nach Paris zurück und lebte eine Zeit vom Mindestlohn bis zur Anstellung als Journalist und Literaturkritiker der Nouvelles Littéraires (1978–1997) und des Wochenmagazins L’Événement du jeudi (1984–1997).

In seiner Freizeit war Enckell Hobbylexikologe auf professionellem Niveau. Er sammelte in seinem Leben 20 000 Zitate mit Erstbelegen französischer Wörter und beschrieb 150 000 Karteikarten. In einem autobiographischen Text bedankte er sich bei Jean-Claude Zylberstein, Claude Pichois und Jean-Marie Borzeix für die Einstiegshilfe in den Literaturbetrieb und bei Bernard Quemada für die Publikation der lexikalischen Materialien in 9 Bänden.

## Schriften

### Lexikografie
- Matériaux pour l'histoire du vocabulaire français. Datations et documents lexicographiques. Deuxième série. Faszikel 12, 15, 19, 21, 30, 32, 38, 42 und 47, hrsg. von Bernard Quemada, Besançon/Paris 1977–1998
- Médor, Pupuce, Mirza, Rintintin et les autres. Le Dictionnaire des noms de chiens, Paris 2000
- Le dictionnaire des façons de parler du XVIe siècle. La lune avec les dents, Paris 2000
- Répertoire des prénoms familiers: Dédé, Juju, Margot, Bébert et les autres, Paris 2000
- (mit Pierre Rézeau) Dictionnaire des onomatopées, Paris 2003, 2005
- Dictionnaire des jurons, Paris 2004

### Weitere Schriften
- La Joie de vivre. Journal intime perpétuel, Genf 1982
- L'année terrible. Agenda pessimiste, Levallois-Perret 1990
- (Hrsg.) Athénaïs Michelet (Madame Jules Michelet), Mémoires d'une enfant, Paris 2004, 2010
- (Hrsg. mit Marianne Enckell) Jean-Elie David, Notes au crayon. Souvenirs d’un arpenteur 1855-1899, Lausanne 2004 (der Autor ist der Urgroßvater der Herausgeber)
- (Hrsg.) Pierre Larousse, Comment asphyxier un éléphant? 365 questions essentielles pour la vie de tous les jours, Paris 2005; Que faire des crétins? Les perles du Grand Larousse, Paris 2006
- (Hrsg.) Encore une journée pourrie, ou 365 bonnes raisons de rester au lit, Paris 2007
- (Hrsg.) Pierre Larousse, Histoires abominables. 48 affaires criminelles du XIXe siècle, 1817-1887, Brüssel 2010
- Anthologie des chansons paillardes, Paris 2012